# Fusida Hirosi
Fusida Hirosi (鮒子田 寛; Kiotó, 1946. március 10. –) japán autóversenyző.

## Pályafutása
1968-ban és 1971-ben megnyerte a szuzukai 1000 kilométeres viadalt.
1975-ben jelen volt a Formula–1-es világbajnokság holland, valamint brit versenyén. A holland nagydíjon nem jutott túl a kvalifikáción, az Egyesült Királyságban pedig technikai problémák miatt nem indulhatott.
1973 és 1981 között három alkalommal vett részt a Le Mans-i 24 órás versenyen, célba azonban egyik futamon sem ért.

## Eredményei

### Le Mans-i 24 órás autóverseny
| Év   | Csapat                    | Autó       | Csapattárs         | Csapattárs     | Helyezés |
| ---- | ------------------------- | ---------- | ------------------ | -------------- | -------- |
| 1973 | Sigma Automotive          | Sigma MC73 | Tetsu Ikuzawa      | Patrick Dal Bo | Kiesett  |
| 1975 | Sigma Automotive Co. Ltd. | Sigma MC75 | Harakuni Takahashi |                | Kiesett  |
| 1981 | Mazdaspeed Co. Ltd.       | Mazda RX-7 | Yojiro Terada      | Win Percy      | Kiesett  |

### Teljes Formula–1-es eredménylistája
(Táblázat értelmezése)

(Félkövér: pole-pozícióból indult; dőlt: leggyorsabb kört futott) 

| Év   | Csapat | 1   | 2   | 3   | 4   | 5   | 6   | 7   | 8      | 9   | 10     | 11  | 12  | 13  | 14  | Helyezés | Pont |
| ---- | ------ | --- | --- | --- | --- | --- | --- | --- | ------ | --- | ------ | --- | --- | --- | --- | -------- | ---- |
| 1975 | Maki   | ARG | BRA | RSA | ESP | MON | BEL | SWE | NED Ni | FRA | GBR NK | GER | AUT | ITA | USA | –        | 0    |

## Külső hivatkozások
- Profilja a statsf1.com honlapon (angolul)